# Juan Antonio Cebrián
Juan Antonio Cebrián Zúñiga (Albacete, 30 de noviembre de 1965-Madrid, 20 de octubre de 2007) fue un periodista, escritor y locutor de radio español. Su obra literaria y los programas de radio realizados, especialmente Turno de Noche y La rosa de los vientos, fueron su principal fuente de éxito y reconocimiento. 

## Biografía
El periodista y escritor Juan Antonio Cebrián nació en Albacete el 30 de noviembre de 1965. Allí pasó los primeros años junto a sus abuelos maternos y sus padres. 
Con cinco años se traslada a Binéfar (Huesca) compartiendo los primeros juegos con su hermano, tres años menor que él. La familia se asienta definitivamente en Madrid, cerca de los abuelos paternos donde transcurrirá el resto de su infancia y adolescencia en los barrios de Vicálvaro y La Elipa.
En 1978 tiene sus primeros problemas de visión descubriendo que padece una enfermedad congénita llamada síndrome de von Hippel-Lindau. Tiene tan sólo trece años de edad y debe asumir la pérdida de la vista de uno de sus ojos.
Escribir se le da muy bien, al igual que la historia y comienza a colaborar en el periódico del instituto publicando sus primeros artículos. Cebri, como le conocen sus amigos, realiza el bachillerato en el Colegio Gustavo Adolfo Bécquer y el Instituto Moratalaz 3. Circunstancias económicas familiares y su carácter responsable, motiva que se ponga a trabajar aprendiendo el oficio de carnicero junto a su tío, a la vez que sigue estudiando. Finalmente abandona los estudios y se centra en el trabajo realizando esos primeros años de vida laboral en el afamado mercado de Ventas.
De nuevo la enfermedad provoca un desprendimiento de retina que acaba dejándole ciego por completo. Tiene 20 años y debe asumir un cambio radical en su vida. Retoma los estudios entrando en la ONCE y se vuelca en su vocación inicial: el periodismo. 
Cursó sus estudios de periodismo en Madrid. Era conocido sobre todo por sus programas de radio, como La red, Azul y verde y Turno de Noche. En su última etapa 1997-2007 dirigió y presentó el programa de radio La rosa de los vientos, en la emisora española Onda Cero. Contó con dos máster en comunicación y realización de programas. Fue fundador y director de la revista La Rosa de los Vientos y participó en publicaciones como Arqueología, Muy Interesante, Enigmas del hombre y del universo y Más Allá de la Ciencia. Colaboró con el magazín dominical del diario El Mundo y con la revista Historia de Iberia Vieja. Además, fue director de la colección literaria "Breve historia" de ediciones Nowtilus, una de las editoriales con mayor difusión en lo que respecta a ensayos de temática histórica. 
La tarde del sábado 20 de octubre de 2007, Juan Antonio Cebrián falleció de un súbito ataque al corazón a la edad de 41 años. Poco después, Onda Cero emitió el comunicado de su muerte a la hora que debiera haber empezado el programa de La Rosa de los Vientos. En la madrugada del domingo al lunes, sus compañeros realizaron un programa especial de La Rosa de los Vientos como homenaje a Juan Antonio, donde intervinieron varios colaboradores y oyentes. El 23 de octubre fue enterrado en el cementerio de Pozuelo de Alarcón (Madrid). El 29 de noviembre se ofició una misa por el alma de Juan Antonio en la Iglesia de San Manuel y San Benito de Madrid, a la cual acudieron familiares, amigos, compañeros y seguidores del fallecido.
En enero de 2008 se propuso la candidatura de Juan Antonio Cebrián a la Medalla de Oro de Castilla-La Mancha al mérito cultural.
El 23 de diciembre de 2008 el ayuntamiento de Albacete decidió otorgar en sesión plenaria el nombre de una nueva calle a Juan A. Cebrián.

## Obra literaria
En los últimos años de su vida, Juan Antonio Cebrián escribió un gran número de libros, algunos de los cuales se convirtieron en notables éxitos de ventas a nivel nacional, publicándose varias ediciones. Sus principales obras son:
- Pasajes de la Historia. Ediciones Corona Borealis, 2001. ISBN 84-95645-03-3
- La aventura de los godos. La Esfera de los Libros, 2002. ISBN 84-9734-027-2
- La cruzada del sur. La Esfera de los Libros, 2003. ISBN 84-9734-094-9
- Pasajes de la Historia II - Tiempo de héroes. Ediciones Corona Borealis, 2003. ISBN 84-95645-17-3
- Pasajes del Terror - Psicokillers, asesinos sin alma. Ediciones Nowtilus, 2003. ISBN 84-9763-019-X
- La aventura de los romanos en Hispania. La Esfera de los Libros, 2004. ISBN 84-9734-170-8
- Mis favoritos. La Esfera de los Libros, 2005. ISBN 84-9734-284-4
- Enemigos íntimos de la historia. La Esfera de los Libros, 2005. ISBN 84-9734-295-X
- La aventura de los conquistadores. La Esfera de los Libros, 2005. ISBN 84-9734-484-7
- Enigma - De las Pirámides de Egipto al asesinato de Kennedy. Temas de Hoy, 2005. ISBN 84-8460-451-9
- El mariscal de las tinieblas - La verdadera historia de Barba Azul. Temas de Hoy, 2005. ISBN 84-8460-497-7
- Los Borgia - Historia de una ambición. Temas de Hoy, 2006. ISBN 84-8460-596-5
- El misterio de Tutankamón - Y otros personajes favoritos de la historia. La Esfera de los Libros, 2007. ISBN 84-9734-622-X
- Pasajes de la Historia - De la batalla de las Termópilas al Barón Rojo (10º aniversario de La Rosa de los Vientos). Temas de Hoy, 2007. ISBN 84-8460-648-1
- Fuerza y honor - Juan Antonio Cebrián y los pasajes de su historia. Temas de Hoy, 2009. ISBN 84-8460-750-2

## Premios
Durante su trayectoria profesional, Juan Antonio Cebrián fue distinguido con varios premios:
- Mejor Locutor, concedido por la Asociación de Corresponsales Diplomáticos (1994).
- Mejor programa, por Turno de noche, concedido por el Carnaval del Toro en Ciudad Rodrigo (1995).
- Mejor programa radiofónico, por Turno de noche, concedido por el semanario Águeda (1996).
- Gajo de oro, concedido por la confederación de cooperativas agrícolas (1998).
- Mejor divulgación, concedido por el Fondo Mundial de Protección a la Naturaleza WWF/Adena (1998).
- Insignia de oro, concedida por el ayuntamiento de Quintanar del Rey (Cuenca) (2002).
- Reloj de Arena al "mejor programa radiofónico de misterio, enigmas o Historia" (2007).[12]

Con todo, según sus propias palabras, uno de los logros que más le enorgullecían era la lealtad profesada por sus lectores y oyentes a lo largo de los años.

## Homenajes

### Un bosque llamado Cebrián

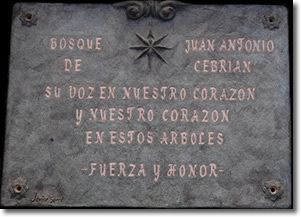
Placa conmemorativa.

De entre los diversos homenajes en honor al presentador fallecido destaca la creación de un bosque con su nombre, a raíz de una iniciativa surgida en un foro del programa. Lo que comenzó como una colecta de fondos para el envío de un ramo de flores a Onda Cero acabó, gracias a la numerosa participación de los oyentes, en la puesta en marcha del proyecto Bosque Cebrián. Se consideró que un bosque era lo que más simbolizaba el trabajo que había realizado Cebrián desde hacía ya más de diez años sobre el ecologismo. Con la colaboración de la organización ecologista ADENA, el día 1 de marzo de 2008 se empezó a plantar el bosque en Riba de Saelices, zona especialmente afectada en el devastador incendio de 2005 sufrido en la provincia de Guadalajara, en el que perecieron once personas.

### Canciones
En 2003, el grupo de rock Mägo de Oz dedicó una canción titulada La Rosa de los Vientos a Juan Antonio Cebrián y a su programa, colaborando para su composición Txus Di Felatio en la letra y voz, José Andrea en la voz principal, y Juan Carlos Mohamed, Kiskilla, y Fernando Ponce de León en la instrumentación de dicha canción. El sencillo, que fue un éxito comercial, está considerado como uno de los clásicos de la mítica banda madrileña. Posteriormente, el grupo regrabó la canción en tintes metaleros, con la misma letra, pero la instrumentación corriendo a cargo de todo el grupo.

Además, el grupo de rock granadino Oberón ha dedicado dos canciones a la memoria de Cebrián: El loco y la luna (del disco Meridiano Cero, 2009) y El Bosque de Cebrián (de Insomnio de una noche de verano, 2010).